# Florian Wegan
Florian Wegan (4 dicembre 1993) è un giocatore di football americano austriaco, che gioca come runningback per i Vienna Vikings.
Fa parte della nazionale austriaca di football americano, con la quale ha disputato l'Europeo 2021.